# Ostrów Tumski (Głogów)
Ostrów Tumski w Głogowie – najstarsza dzielnica miasta Głogów na Dolnym Śląsku, wyspa na rzece Odrze.

## Historia
Według legendy ufundowana przez Bolesława III Krzywoustego po obronie miasta w 1109 roku. Dzielnica silnie zniszczona w 1945 podczas walk o Festung Glogau (luty-kwiecień). Obecnie Ostrów Tumski stanowi dzielnicę miasta pod nazwą Wyspa Katedralna.
Do najcenniejszych zabytków Ostrowa należy Kolegiata Wniebowzięcia Najświętszej Maryi Panny i baszta artyleryjska Turm Reduit. Na wyspie znajdował się kościół św. Jerzego.

## Komunikacja miejska
Na osiedle Ostrów Tumski można dojechać autobusami KM Głogów następującymi liniami:
- 4 - Kopernik - Mariana (rzeka Odra)
- 5 - Piastów - Dworzec PKP / Kolegiata (wybrane kursy)

## Galeria

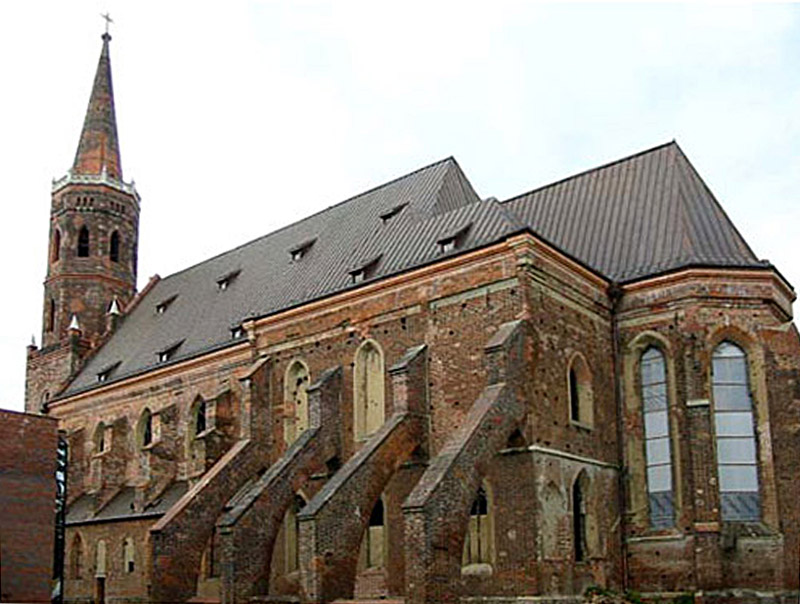
Kolegiata na Ostrowie Tumskim.
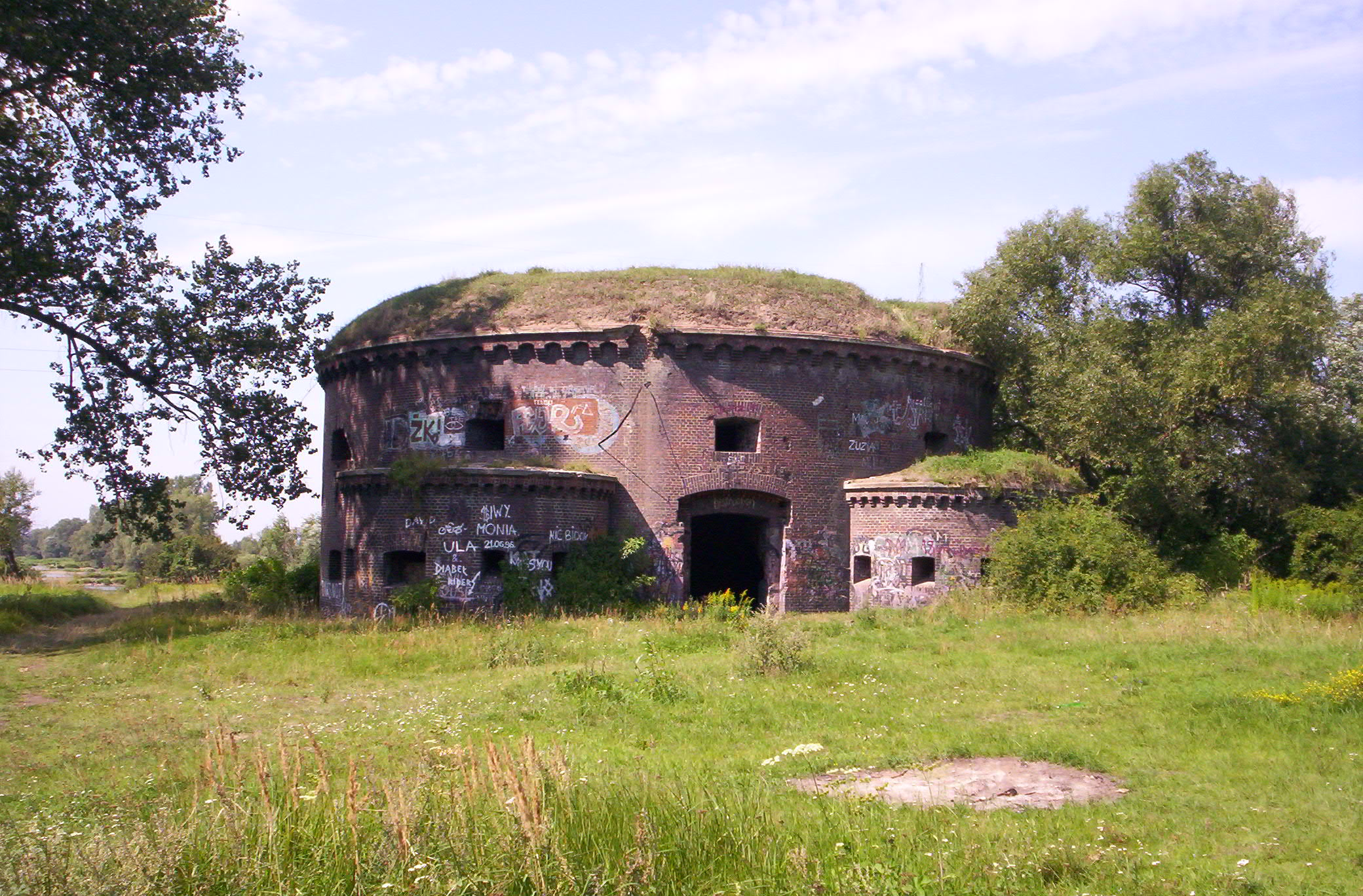
Baszta artyleryjska na Ostrowie Tumskim.